# Grimaldi (famiglia)
I Grimaldi sono un'antica famiglia nobile di origine genovese che regna su Monaco dal XIV secolo. 
Fondata nel XII secolo dal console genovese Grimaldo Canella, la casata diventò la maggiore esponente del partito guelfo in Liguria insieme a quella dei Fieschi. Queste due, insieme alle rivali ghibelline dei Doria e Spinola,  costituirono le quattro principali famiglie della Repubblica di Genova negli stessi secoli. 
Arricchitisi con l'attività navale e mercantile, entrarono a far parte della nobiltà feudale dopo la  partecipazione nella conquista genovese della Riviera di Ponente, diventando signori di Stella (1251) e Prelà (1252), e dopo anche di Beuil (1315), Ventimiglia (1329-35), Mentone (1346), Monaco (1341-46), Gattières e Séranon (1377).
Nel 1419 riebbero la signoria di Monaco in modo definitivo.
A Genova formarono uno dei 28 Alberghi dei Nobili ammessi dopo la riforma della Repubblica del 1528, per cui diverse stirpi genovesi (ad esempio, De Castro, Durazzo, Cebà, Oliva, e altri) assunsero il cognome Grimaldi insieme al proprio, secondo la tradizione, fino alla Pace di Casale del 1576, quando gli alberghi e i loro usi furono definitivamente estinti.
La casata dei Grimaldi si divise in vari rami, alcuni con titoli principeschi, ducali e marchionali, tra i quali quelli di Gerace, di Salerno, Pagani, Campagna, Eboli, Antibes, Castronovo e altri, prevalentemente in Italia, Francia e Spagna.
Il celebre ramo di Monaco si è estinto nella linea maschile fin dal XVII secolo, con la morte del principe Antonio I Grimaldi; tuttavia, sua figlia Luisa Ippolita, succeduta al padre, sposò Jacques François Léonor Goyon de Matignon, che, dopo la morte della moglie, divenne principe di Monaco jure uxoris, adottando il nome e le armi dei Grimaldi e garantendo in questo modo la continuità della famiglia. Ma anche questo ramo si estinse in linea maschile nel XX secolo, con la morte del principe Luigi II Grimaldi; tuttavia, ancora una volta, la dinastia continuò in linea femminile grazie a sua figlia Charlotte, che sposò il conte Pierre de Polignac, il quale adottò il nome e le armi dei Grimaldi per contratto matrimoniale; da Charlotte e Pierre discende l'attuale principe sovrano, Alberto II Grimaldi di Monaco.

## Storia

### Origini
Diverse sono le ipotesi sull'origine antica della casata. C'è chi afferma che il capostipite sia Grimoaldo II, altri come Francesco Maria Emanuele Gaetani, marchese di Villabianca, affermano addirittura che l'origine sia più antica. Tuttavia, il primo di cui si hanno notizie storiche certe, ed è quindi considerato come capostipite, fu il console Ottone Canella, padre di Grimaldo Canella, un uomo di Stato genovese vissuto all'epoca delle prime Crociate. Fu console del Comune di Genova negli anni 1162, 1170, e 1184. Ottone risulta fra i testimoni di un atto sottoscritto dai componenti del casato nel quale si riscontra il "nomen gentis" Grimaldo (nome ricorrente a cominciare dal figlio) e ad ogni modo apparteneva alla nobiltà feudale che, nel corso del secolo XI, iniziò ad abitare nelle mura della città entrando a far parte della nobiltà "consolare".

### Antica casata genovese
La casata, dopo le prime gesta del console Grimaldo, ebbe nel figlio Oberto I Grimaldi (1140 circa-1232) il vero fondatore delle fortune e del potere della famiglia, dedicandosi ai traffici commerciali marittimi e occupandosi della vita politica genovese.
I suoi quattro figli: Grimaldo (II) (1170 circa- dopo 1257), Ingo o Ingone (+ 1235 o +1225), Oberto (II) (vivente 1233-58) e Nicola (+ ante 1258) furono i capostipiti di altrettanti rami della famiglia. Durante la loro epoca i Grimaldi diventarono una delle casate più ricche e potenti di Genova.
Coinvolti nelle guerre fra guelfi e ghibellini furono spesso esiliati e poi riammessi, vivendo in questi anni spesso come ribelli, pirati e nemici della loro città. Nel XIV secolo figuravano fra i Guelfi.

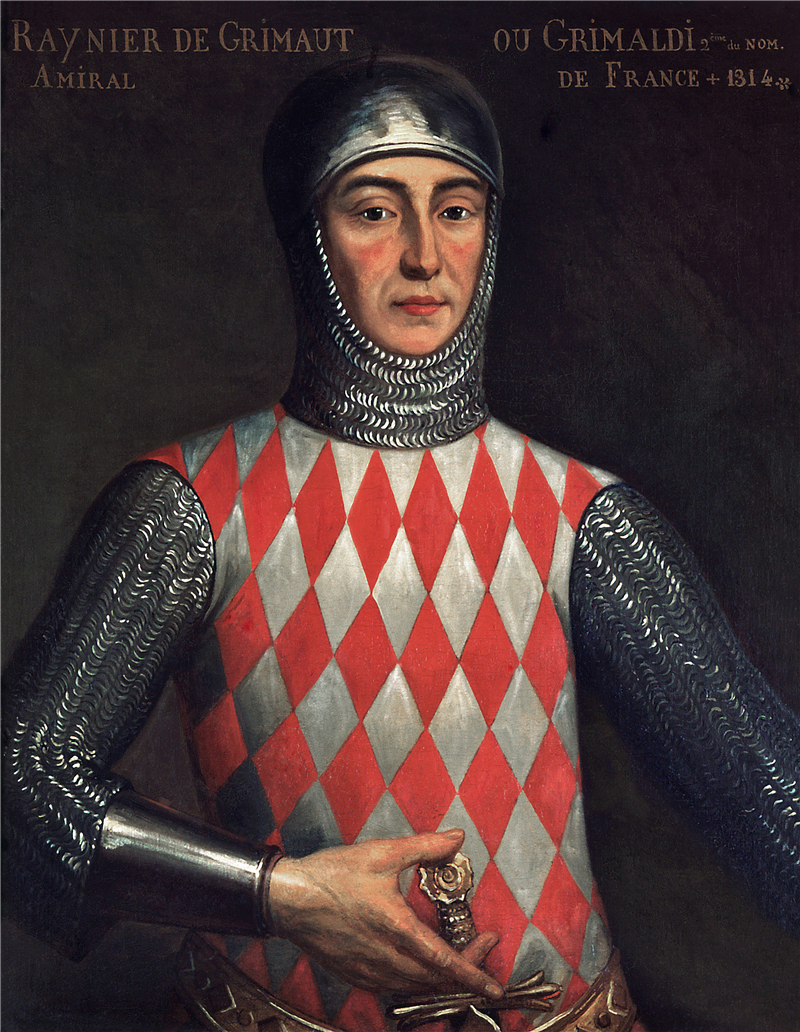
Seicentesco ritratto immaginario di Ranieri I di Monaco

Furono questi gli anni di Lanfranco, uomo politico genovese, dei figli Ranieri (I), rinomato uomo d'arme ed ammiraglio e Bertone (o Bartolomeo), dal quale originò il ramo calabrese, di Francesco o Franceschino detto "Malizia", che riuscì a impadronirsi di Monaco (1297).
Fra i secoli XIII-XV però la casata, divenuta una delle quattro più grandi gentes genovesi (con Doria, Spinola e Fieschi), si estese anche oltre i confini della repubblica genovese, generando rami famosi, come la dinastia dei signori e poi principi di Monaco.
Nel 1528 costituirono il decimo Albergo dei Nobili della Repubblica di Genova.

### Signori di Monaco

Carlo I di Monaco in un ritratto immaginario del XVII secolo

Il ramo dei Grimaldi ottenne Monaco di fatto già alla fine del secolo XIII, ma il vero fondatore della signoria fu Carlo I di Monaco detto "il Grande" (1357-1363) che fu il primo signore di Monaco (1341-1357), uomo d'arme e politico illustre della sua epoca.
Il pronipote Giovanni I di Monaco (1382-1454), signore di Monaco (1419-1454) lasciò, nel suo testamento, la disposizione (attuata tre volte) secondo la quale, in mancanza di eredi maschi, il marito o il discendente di una Grimaldi doveva prendere il nome e lo stemma della famiglia per succedere al trono di Monaco. la regola fu applicata per la prima volta con la nipote Claudina (* 1451, + 1515), signora di Monaco (1457-58) che abdicò dopo il matrimonio con il cugino Lamberto Grimaldi di Antibes (1420-1494).
Con Lamberto Grimaldi di Antibes (* 1420 + 1494) la signoria di Monaco acquistò autonomia, anche se spesso dovette destreggiarsi fra le varie potenze del tempo (Francia e Spagna in primis) e con Genova, spesso avversa.
Fra i più importanti signori di questa epoca sono da ricordare Agostino Grimaldi (1523-1532) ed il nipote Onorato (1532-1581) che si legarono alla Spagna, anche tramite i Grimaldi di Genova, con i quali continuarono ad essere in stretti rapporti. Come ricompensa per la fedeltà alla Spagna ottennero il titolo di marchesi sulla città di Campagna, conti su Canosa (di Puglia), signori su Terlizzi, Monteverde, Ripacandida e il castello di Garagnone, tutti in amministrazione feudale e posti in varie province del vicereame di Napoli.

### Principi di Monaco

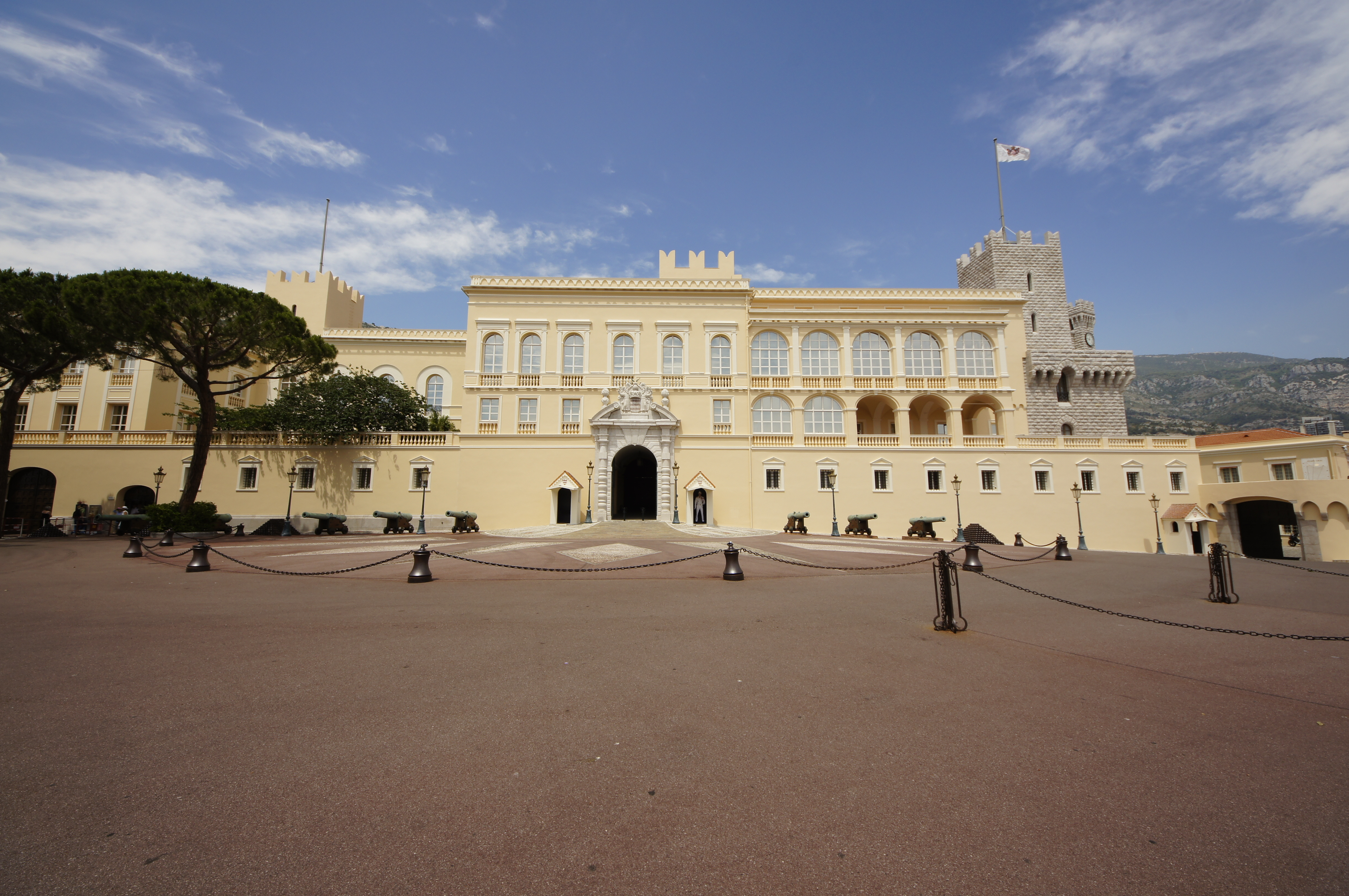
Il Palazzo dei Principi di Monaco

Onorato II si proclamò primo principe sovrano di Monaco nel 1612. Questo fatto segnò, politicamente, il passaggio sotto l'egida della Francia (1642), alla quale la casata si legò in modo duraturo. Tramite questo legame i Grimaldi si videro riconoscere, da parte della corona francese, importanti feudi nell'entroterra come il ducato di Valentinois nel Delfinato, detenuto a partire dal 1641 a seguito del trattato di Péronne.
Il pronipote Antonio I (1701-1731) fu l'ultimo principe sovrano di Monaco discendente diretto in linea maschile della dinastia dei Grimaldi. Sua figlia infatti, Luisa Ippolita, unica principessa sovrana, contravvenendo ai desideri paterni e alle regole dinastiche familiari, non sposò un cugino all'interno della casata, ma il nobile francese Jacques François-Léonor de Goyon de Matignon che divenne principe di Monaco con il nome di Giacomo I, assumendo il cognome e lo stemma dei Grimaldi. Ebbe così origine la seconda casata Grimaldi (de Goyon de Matignon Grimaldi), che regnò dal 1731 al 1949, estinguendosi nei Polignac Grimaldi (la terza casata), iniziata dal principe Ranieri III.

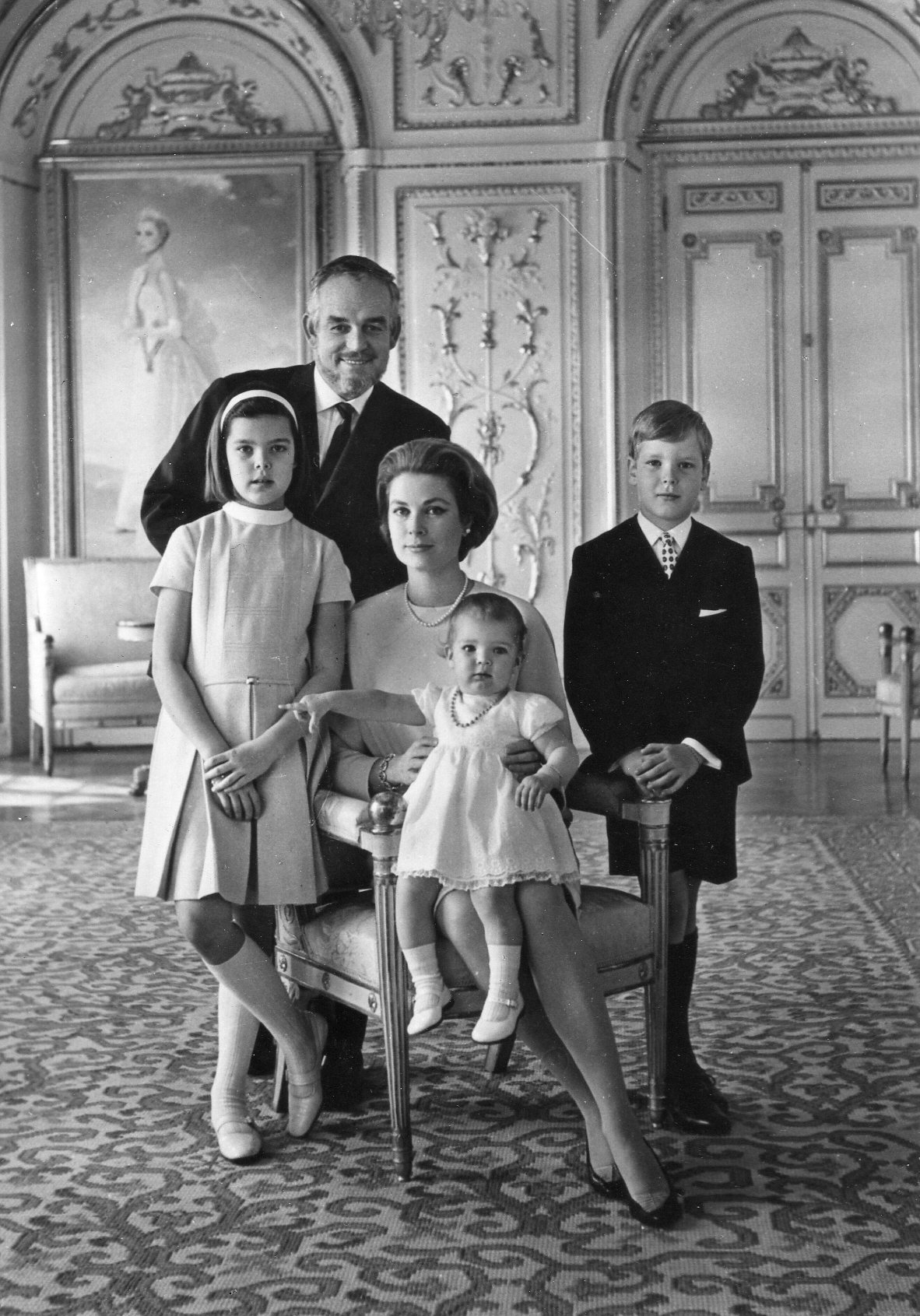
La famiglia di Ranieri III nel 1966

Alla morte di Ranieri III è succeduto il principe Alberto II.

## Altri rami
La gens dei Grimaldi, nel corso dei secoli, si ramificò in varie zone di Italia ed ebbe delle discendenze anche in altre zone d'Europa.
Vi sono stati rami di Calabria, coi marchesi di Seminara, di Sicilia, con titolo di principi di Xirumi (da cui deriva il ramo cadetto modicano dei Baroni di Calamenzana, estintosi nel XX secolo), di Spagna, di Bologna, di Carignano e di Genova. Vi furono inoltre il ramo di Londra, detto dei Marchesi Grimaldi di Belforte, estintosi nel XIX secolo, quelli del Lazio e della Corsica, che compaiono nel XIII secolo nell'Ifriqiya, quello di Boglio (che nel XVI secolo annoverò un governatore di Nizza e i cui membri vissero per secoli come feudatari di Casa Savoia), e altri minori come quelli in Campania, a Torre Annunziata, Cava e Pagani.

### Ramo dei Grimaldi di Sicilia
Esponenti dei Grimaldi passarono in Sicilia in almeno due occasioni distinte. Fu infatti Enrico capostipite dei Grimaldi, figlio di Carlo, signore di Mentone; quest’ultimo ciambellano e consigliere di re Martino ottenne nel 1396 in compenso dei suoi servigi le baronie di Scibillini e Pollicarini, l’anno seguente ebbe parimenti donata la baronia ed il castello della Bozzetta, la castellania ed il regio castello di Castrogiovanni, di cui fu fatto governatore, ed insignito del Cingolo militare; fu genitore di Simone, Pietro e Pino da cui si diramarono tre distinte schiatte.
1. Simone, barone di Risicalla e Carranciara, del quale ramo fiorirono: un Enrico Grimaldi barone di Risicalla e di Geracello per maritali momine con Buonaccolta di Piazza; un Simenes, ceppo dei baroni di Gallizzi, Caropepe e Favara; un Giorgio, capitan generale del principe di Monaco, indi a servigi di Carlo V[18]; un Pierandrea, barone di Santa Caterina; un altro Pierandrea primo principe di Santa Caterina per concessione di Filippo III nel 1625, che l'onorò del trattamento di suo consanguineo; linea primogenita estinta nel 1802 in Emilia Grimaldi, moglie di Diego Giardina, marchese di Santa Ninfa, i di cui titoli per la morte dei tre figli dichiarati interdetti per imbecillità passarono di dritto alla linea collaterale rappresentata dai Grimaldi, baroni di Geracello, in persona di Don Giuseppe Maria Grimaldi e Gravina riconosciuto del cennato titolo nel 1853 ed iscritto nel gran registro della Consulta Araldica del Regno nel 1871, personaggio adorno di grandi meriti, cultore dell'araldica e delle patrie antichità. Oggi questo ramo è rappresentato dai Valvo Grimaldi di Geracello[19] presso Enna.
2. Pietro, barone della Bozzetta dal 1416; linea estinta nei principi di Valguarnera pel matrimonio di Caterina, unica figlia di Giuseppe Grimaldi della Bozzetta, che sposò Francesco Grifeo, da cui Giuseppe Grifeo Grimaldi, morto nel 1654 e Antonia Grufeo Grimaldi moglie di Francesco Valguarnera Arringhetti, principe di Valguarnera.
3. Pino, diede origine al ceppo dei baroni di Sittibillini, linea eziandio estinta nel XVII secolo nella famiglia Trigona, marchesi di Floresta, continuando la linea collaterale rappresentata da Enrico Grimaldi Longi di Castrogiovanni.

Il secondo Grimaldi a passare in Sicilia fu nel 1554 un Agostino Grimaldi, figlio di Francesco della linea dei Grimaldi detti Cavalleroni di Genova, di cui faceva parte il cardinale Girolamo Grimaldi-Cavalleroni; barone di San Giovanni, abitante in Siracusa e poi in Modica, ove stabili sua famiglia, arricchita delle baronie di Xirumi, Serravalle, Nixima o Niscima, del Bosco, Calemezano, Piombo, Boncamero e Delia. Ebbe dei cavalieri di Montesa e di Malta; ed un Carlo Grimaldi e Rosso fu decorato del titolo di principe Grimaldi da Re Carlo II nel 1692. In seguito la famiglia si trapiantò in Mineo, da dove diffinitivamente fermò sua stanza in Catania, rappresentata dal principe Francesco Grimaldi e Colonna barone di Serravalle fratello ultrogenito del principe Giovanni Grimaldi gentiluomo di camera di Ferdinando II, ciambellano del Granduca di Toscana, cavaliere gerosolimitano, morto senza lasciar figli, rimasta essendo in Modica la linea secondaria nei baroni di Calamezano. I Grimaldi di Serravalle dimorano tuttora in Catania e possiedono il feudo di Xirumi con annesso castello. Qualche studioso mette in dubbio la reale appartenenza a casa Grimaldi di detto Agostino.

### Ramo dei Grimaldi di Antibes
Da Ingo Grimaldi, figlio di Oberto, nel XIII secolo ebbe origine il ramo dei Grimaldi di Antibes, un cui rappresentante, Lamberto, ottenne la signoria di Monaco sposando la parente Claudina Grimaldi.
Una linea derivata dallo stesso ramo, cui appartennero nel 1704 i Conti del Poggetto, con capostipite Nicola Grimaldi, conta ancora una numerosa discendenza. Un'altra diramazione confluì nel XIX secolo negli Scati Grimaldi.

### Ramo dei Grimaldi di Calabria
Da Grimaldo II, figlio di Oberto e Corradina Spinola, e Orietta de Castro nacque Lanfranco, secondo signore di Monaco (il primo signore di Monaco fu Francesco, fratello o cugino di Lanfranco). Lanfranco sposò Aurelia del Carretto (i cui nonni materni erano Federico II di Svevia e Adelaide di Urslingen) dalla quale ebbe Ranieri I, Bertone, Andaro e Antonio.
Ranieri (1267), che era il più grande dei fratelli, ereditò dal padre la signoria di Monaco e la trasmise ai suoi eredi. Da Bertone (m. 1323), figlio non primogenito di Lanfranco, che fu viceré di Calabria (1310), origina il ramo dei Grimaldi di Calabria nel XIV secolo. Di seguito la genealogia.
1. Grimaldo II, sp. Orietta de Castro
2. Lanfranco Grimaldi, patrizio genovese, 2º signore di monaco, sp. Aurelia del Carretto.
3. Bartolomeo I detto Bertone I (xiii, + 1325 ca.), patrizio genovese e viceré di calabria; sp. Costanza del Balzo.
4. Bartolomeo II Grimaldi detto «Bertone II» (xiii, + prima 1379); patrizio genovese; 1º signore di messimeri, giustiziere di calabria; sposò in prime nozze Caterina Emanuela Fieschi; in seconde nozze Bigotta di Bonifacio Camillo (sua vedova nel 1379).
5. Nicola Grimaldi (xiv sec.); 2º signore di Messimeri; patrizio genovese; sposò in prime nozze Eleonora Caracciolo; in seconde nozze Ciccarella d'Aquino.
6. Giovanni I Grimaldi (xiv-xv sec.) nato dal 2° matrimonio; 3º signore di Messimeri; patrizio genovese; sposò Vittoria (o Laura) Carafa.
7. Luca Grimaldi (xv sec.); 5º signore di Messimeri; patrizio genovese; sposò Diana Sanseverino.
8. Giovanni II Grimaldi (+ 1532); 6º signore di Messimeri, patrizio genovese; sposò in prime nozze Luisa Murga; in seconde nozze Diana Ventimiglia; in terze nozze Maria Francesca Caracciolo.
9. Ferdinando Grimaldi (+ 1558); 7º signore di Messimeri (1534-1558); sposò Santa Grimaldi (una sua cugina).
10. Giovanni III Grimaldi detto «Giovannello»; 8º signore di Messimeri; 1º signore di Cuppari; sposò in prime nozze Francesca Mungio; in seconde nozze Lucrezia Filippone.
11. Giacomo Grimaldi (+ 1592); 9º signore di Messimeri; 2º signore di Cuppari; sposò Diana Massaferri (o Capitani).
12. Pietro Grimaldi (+ 1666); 5º signore di Cuppari (ereditato dal fratello Giovanni); sposò Maria Oliva.
13. Giacomo Grimaldi (+ 1699 seminara); 6º signore di Cuppari (1666).
14. Geronimo Grimaldi; 7º signore di Cuppari (1699);
15. Antonio Grimaldi; 8º signore di Cuppari; sposò Anna Maria Zerbi.
16. Pio Grimaldi; 9º signore di Cuppari; marchese e patrizio genovese; sposò Porzia Grimaldi (sua parente), del ramo dei Grimaldi di Polistena.
17. Domenico Grimaldi (*Seminara, 15 febbraio 1734 - Reggio Calabria, + 5 novembre 1805), economista, imprenditore e filosofo italiano e Francesco Antonio Grimaldi (* Seminara 1741, + Napoli 1784) celebre filosofo, scrittore, poeta; questi sposò la contessa Aurora Barnaba; entrambi marchesi e patrizi genovesi (dal 1767); .

Dunque, al ramo dei Grimaldi di Calabria appartennero i Grimaldi signori di Messimeri; da essi derivò la linea di Seminara (poi riconosciuta nel titolo di marchese), della quale fecero parte i sopra ricordati Francescantonio Grimaldi (1741-1784) e Domenico Grimaldi (1734-1805), figli del marchese Pio Grimaldi dei principi di Monaco. 
Altri rami ancora furono quelli dei Grimaldi di Crotone e di Catanzaro, di cui fu illustre rappresentante il ministro Bernardino.
Dal marchese Francescantonio Grimaldi, dei principi di Monaco, e dalla sua consorte contessa Aurora Barnaba, nacque Porzia che sposò Pietro Antonio Buccino.
Dai due nacquero 14 figli molti dei quali morirono in tenera età.
Dei figli maschi il solo Giuseppe Maria (n. 1794) ebbe figli, da cui gli attuali discendenti Buccino Grimaldi. Delle femmine, Maria Luisa Buccino Grimaldi sposò in prime nozze Domenico Capecelatro dei Duchi di Morrone ed in seconde nozze il Marchese Achille Paternò, Aurora Buccino Grimaldi sposò Nicola Bevere, Angelica Buccino Grimaldi sposò il nobile Gennaro de Monaco e Carolina Buccino Grimaldi, già vedova di Luigi Pinto, sposò il Marchese degli Uberti.
Dal nobile Gennaro de Monaco ed Angelica nacquero Palmerindo, Giuseppe e Filomena.
Da Palmerindo e dalla marchesa sua moglie Natalia Anselmi nacque, tra gli altri, Emilia sposata con il nobile Michele Landolfi, da cui Maria Landolfi sposata con il professore Marco Modica de Mohac.
Sempre al ramo calabrese appartenne la famiglia Grimaldi di Gerace di Calabria. A Battista Grimaldi succedeva Girolamo Principe di Gerace, fondatore di Cittanova, il 12 agosto 1618.